# ایرینا بورزووا
ایرینا بورزووا (به انگلیسی: Irina Borzova) ژیمناست زادهٔ ۱۵ ژانویهٔ ۱۹۸۷ میلادی اهل کشور روسیه است.